# 李承道
李承道（7世纪620年前—626年 ），唐高祖李渊孙，皇太子李建成次子。

## 生平
武德三年（620年）六月，李承道被祖父唐高祖封为安陆郡王，与叔父赵王李元景、鲁王李元昌、酆王李元亨、兄长太原郡王李承宗、二叔秦王李世民之子恒山郡王李承、长沙郡王李恪、宜都郡王李泰同封。后因李承宗早卒，李承道成为李建成事实上的长子。
武德九年，李世民发动玄武门之变，杀李建成及唐高祖第四子齐王李元吉并控制唐高祖，宣称李建成、李元吉谋反伏诛。唐高祖被迫下诏由秦王处分军国大事。随后李承道及其弟河东郡王李承德、武安郡王李承训、汝南郡王李承明、巨鹿郡王李承义及李元吉的五个儿子即被诛杀，并除宗籍。后来李世民成为唐太宗，把自己的儿子李福过继给李建成，以延续其世系。

## 流行文化
2013年电视剧《少年神探狄仁杰》则称李承道为安王，虚构了其死里逃生筹划复仇夺位的情节，由李立群饰演。